# Tito Estatilio Tauro Corvino
Tito Estatilio Tauro Corvino fue un miembro de la familia Tito Estatilio Tauro de senadores romanos que se remonta a Tito Estatilio Tauro, el general del emperador Augusto. Corvino fue cónsul en 45 durante el reinado del emperador Claudio con Marco Vinicio como colega.

## Orígenes familiares y carrera
Su abuelo materno fue Marco Valerio Mesala Corvino, siendo su madre la hija de Corvino Valeria Mesalina y su padre Tito Estatilio Tauro, cónsul en 11. Su hermano fue Tito Estatilio Tauro, cónsul en 44.
En el año 46, con Cayo Asinio Galo, el nieto de Cayo Asinio Polión, conspiró en una trama contra el emperador Claudio urdida junto a varios libertos de Claudio. Galo fue exiliado con seguridad pero puede que Corvino fuera ejecutado en vez de ser condenado al exilio. Puede que fuera el padre de Estatilia Mesalina, la tercera esposa del emperador Nerón.